# Paranyctimene
Paranyctimene (Tate, 1942) è un genere di pipistrello della famiglia degli Pteropodidi.

## Descrizione

### Dimensioni
Al genere Paranyctimene appartengono pipistrelli di medio-piccole dimensioni con la lunghezza dell'avambraccio tra 54,9 e 58 mm e un peso fino a 33 g.

### Caratteristiche craniche e dentarie
Il cranio è simile a quello del genere Nyctimene ma con la parte del palato dietro gli ultimi molari allungata. I canini sono insolitamente lunghi e robusti.
Sono caratterizzati dalla seguente formula dentaria:

### Aspetto
Il colore delle parti dorsali varia dal bruno-grigiastro al marrone scuro, mentre le parti ventrali variano dal giallo-ocra al bianco-giallastro. È privo della banda dorsale scura, presente invece nelle forme del genere affine Nyctimene Il muso è largo e con le narici tubulari e divaricate, gli occhi sono grandi. Le orecchie sono larghe ed arrotondate. Le membrane sono verdastre, ricoperte di piccole macchioline chiare e scure e sono attaccate posteriormente al secondo dito del piede. La coda è corta, mentre l'uropatagio è ridotto ad una sottile membrana lungo la parte interna degli arti inferiori. Il calcar è poco sviluppato.

## Distribuzione
Il genere è endemico della Nuova Guinea e di alcune isole vicine.

## Tassonomia
Il genere comprende due specie.
Paranyctimene raptor
Paranyctimene tenax